# Избердеевский район
Избердеевский район — административно-территориальная единица в составе Центрально-Чернозёмной, Воронежской и Тамбовской областей, существовавшая в 1928—1930 и 1935—1963 годах. Центр — село Петровка.
Избердеевский район был образован в 1928 году в составе Козловского округа Центрально-Чернозёмной области. 30 июля 1930 года в связи с ликвидацией окружной системы в СССР Избердеевский район перешёл в прямое подчинение Центрально-Чернозёмной области.
25 ноября 1930 года Избердеевский район был упразднён, а его территория передана в Грязинский район.
18 января 1935 года Избердеевский район был восстановлен в составе Воронежской области. В него вошли Больше-Алексеевский, Казино-Подворский, Кочетовский, Крутовский, Мало-Самовецкий, Ново-Гаритовский, Новоситовский, Пальнёвский, Песковатский, Покрово-Чичеринский, Покровско-Архангельский, Савиловский, Семёновский, Сестрёнский, Стеньшинский, Успенский и Чегловский сельсоветы Грязинского района.
27 сентября 1937 года Избердеевский район был включён в состав Тамбовской области.
По данным 1945 года Избердеевский район делился на 18 сельсоветов: Больше-Алексеевский, Казино-Подворский, Кочетовский, Крутовский, Мало-Самовецкий, Ново-Гаритовский, Ново-Ситовский, Пальневский, Песковатский, Петровский, Покрово-Чичеринский, Покровский, Савиловский, Семеновский, Сестреновский, Стеньшинский, Успеновский и Чегловский.
11 марта 1959 года к Избердеевскому району была присоединена территория упразднённого Шехманского района.
1 февраля 1963 года Избердеевский район был упразднён, а его территория вместе с Волчковским районом образовали Петровский район.